# Johnny Kitagawa
Johnny Kitagawa  (ジャニー 喜多川?, Janī Kitagawa), pseudonimo di Hiromu Kitagawa (喜多川 擴?, Kitagawa Hiromu; Los Angeles, 23 ottobre 1931 – Tokyo, 9 luglio 2019), è stato un imprenditore giapponese.
È stato il fondatore e presidente della Johnny & Associates, un'agenzia scopritrice di talenti che nella sua decennale carriera ha prodotto numerose boy band J-pop, che nel tempo sono divenuti alcuni tra i più popolari ed affermati gruppi musicali attivi in Giappone (SMAP, Arashi, Kanjani Eight, NEWS, KAT-TUN ed Hey! Say! JUMP).
Kitagawa ha poi ampliato la sua sfera d'interessi ben oltre il campo musicale, entrando anche in ambito teatrale, radiofonico e televisivo: considerato come una delle figure più autorevoli all'interno del mondo dello spettacolo nipponico, ha mantenuto un virtuale monopolio nella produzioni di band musicali maschili per oltre un quarantennio.
A partire dal 1988 e fino al 2000 è stato oggetto di una serie d'inchieste volte ad accertare un suo presunto coinvolgimento in relazioni illecite sessuali con alcuni dei ragazzi che aveva sotto contratto nella sua agenzia: l'accusa era che avesse approfittato della sua posizione per imporre rapporti di tal genere. Nel 2002 il tribunale gli ha dato ragione condannando per diffamazione ed affermazioni altamente lesive della dignità personale il giornale che aveva pubblicato solo relativamente al fatto che avesse offerto alcool e sigarette a minori, ma ritenne credibile la testimonianza relativa agli abusi sessuali di 10 ragazzi.
Negli anni successivi a tale vicenda Kitagawa e la sua società di produzione hanno continuato a creare spettacoli d'intrattenimento e show televisivi che hanno tutti goduto d'un alto grado di successo commerciale.

## Biografia

### Inizi
Nato a Los Angeles, visse in California fino agli anni del liceo; suo padre Taido era un alto funzionario del clero buddhista della comunità asiatica ivi residente. Nei primi anni cinquanta si recò in Giappone per lavorare all'interno dell'ambasciata statunitense di Tokyo.
Passeggiando un giorno per il parco di Yoyogi incontrò un gruppo di ragazzi che giocavano a baseball; li reclutò immediatamente con l'intento di formare un gruppo dedito al canto e al ballo, chiamandolo "I Johnnies". Questi ottennero un certo grado i riscontro presso il grande pubblico, favoriti anche dall'utilizzo da parte dei suoi membri di una formula mista d'intrattenimento: non solo cantanti quindi, ma miscelando e coordinando a ciò anche un lavoro di coreografia e danza popolare.
I Johnnies sono stati il primo gruppo pop composto esclusivamente da membri maschi, senza bisogno d'alcun apporto femminile, del Giappone; questa prima esperienza riuscita imposta quello che sarà poi il modello unico ed esclusivo che avrebbe seguito successivamente. Da quel momento in poi il termine "Johnnies" sarebbe stato applicato genericamente ad ogni artista scoperto e lanciato da Kitagawa.

### Il successo
Nel 1968 Kitagawa ottenne il suo primo ampio successo con la boy-band composta da 4 membri chiamata Four Leaves: la loro musica danzata divenne fino almeno alla metà degli anni settanta la più conosciuta e popolare al pubblico. Rimasero assieme per un decennio prima del loro scioglimento nel 1978: nel 2002 Kitagawa aveva supervisionato la possibilità di una riunione del gruppo.
Per tutti gli anni e decenni seguenti Kitagawa continuò a raccogliere, lanciare e gestire molte delle boy band che poi risulteranno essere tra le più importanti ed incisive nell'ambiente musicale del paese. Kitagawa fu in grado d'espandere la sua sfera d'influenza includendo anche la televisione; difatti molti tra i suoi artisti appaiono regolarmente come attori in numerosi show d'intrattenimento e dorama, giungendo ad avere spesso dei propri personali programmi di varietà e partecipando a pellicole cinematografiche di rilievo.
Nel 1985 scampò fortuitamente al disastro del volo Japan Airlines 123.
Il successo degli artisti che Kitagawa ha via via lanciato, ha portato la Johnny & Associates a generare un utile di 2,9 miliardi di yen annuali, questo nel momento culminante della popolarità ottenuta dalle sue boy-band. Nel corso del 1997, gli interpreti appartenenti alla sua agenzia di talenti sono apparsi in più di 40 tra programmi televisivi e spot pubblicitari. Il trionfo economico della sua azienda fece di Kitagawa uno degli uomini più ricchi ed influenti del paese.

### Accuse di molestie sessuali e successiva causa per diffamazione
Chiacchiere riguardanti possibili molestie sessuali compiute da Kitagawa nei confronti di ragazzini sotto le sue dipendenze cominciarono a circolare nel 1988 quando Kōji Kita, un ex membro dei Four Leaves, rese pubblica una serie di diari sotto il titolo di Hikaru Genji e  (光Genjiへ?, letteralmente, "Cari Hikaru Genji"). Kita sosteneva che Kitagawa avesse utilizzato la sua posizione d'influenza all'interno del gruppo per rivolgere indesiderate avances sessuali nei confronti ragazzi messi da lui stesso sotto contratto.
Affermazioni simili vennero poi rilanciate in un libro pubblicato nel 1996 da Jun'ya Hiramoto, ex membro di un altro dei gruppi gestiti da Kitagawa: Hiramoto affermava di aver visto coi propri occhi costringere un ragazzo ad avere un rapporto sessuale con lui in uno dei dormitori della scuola dell'agenzia.
Più tardi, nel 1999, il settimanale Shunkan Bunshun pubblicò una decina di articoli con numerose e dettagliate accuse di scorrettezze sessuali commesse da Kitagawa nei confronti di almeno 13 ragazzi tirocinanti dell'agenzia: i testimoni erano adolescenti che rano stati reclutati ma poi scartati e concessero le interviste in forma anonima. Kitagawa venne inoltre accusato di consentire ai minori di fumare e bere alcolici.
La controversia portò un membro autorevole del parlamento a discuterne in udienza ufficiale in aula nell'aprile 2000, volendo verificare se Kitagawa fosse oggetto d'indagini o denunce: funzionari di polizia ammisero di aver indagato su di lui, non essendo riusciti però a stabilire se effettivamente si fossero verificate molestie di tipo sessuale nei confronti di minori. La società era inoltre stata messa in guardia dal permettere a bambini di entrar in possesso di sigarette e alcol. I funzionari testimoniarono inoltre che nessuno dei ragazzi assoldati da Kitagawa, né tanto meno le loro famiglie, avessero mai sporto alcun tipo di denuncia penale nei suoi confronti.
Kitagawa d'altronde respinse sempre ogni coinvolgimento e l'avvocato della società definì le accuse mosse al suo assistito come una forma di vendetta da parte di ex-dipendenti scontenti per la loro esclusione da ogni attività. La stessa rivista che alimentò il caso fu citata in giudizio per diffamazione.
Dopo una lunga causa la corte distrettuale di Tokyo nel 2002 diede ragione a Kitagawa e condannò la rivista al pagamento di una multa di 8,8 milioni di yen per diffamazione a mezzo stampa. L'alta corte, nel processo d'appello, stabilì che il contenuto diffamatorio degli articoli andava limitato alle accuse di aver indotto e fornito alcol e tabacco a minori: la corte ritenne invece che il periodico aveva ragioni sufficienti per ritenere come affidabili, e quindi pubblicarle, le accuse sessuali da parte di ex-membri della società. Il ricorso contro tale decisione fu definitivamente respinto nel 2004.
Poco dopo la morte di Kitagawa nel 2019, Shūkan Bunshun ha pubblicato un'altra accusa di violenza sessuale da parte di un ex membro dei Johnny Jr. che affermava che il suo primo bacio era stato con Kitagawa e che, poiché aveva resistito alle sue avances, era stato relegato nell'angolo del palco durante le esibizioni. Nel gennaio 2021 anche Koki Maeda, ex membro dei 7 Men Samurai, ha dichiarato in un'intervista ad Arama! Japan di essere "certo" che ci fossero rapporti sessuali tra Kitagawa e i Johnny's Jr. perché solo lui "aveva il privilegio di decidere chi meritava di debuttare." Ma pochi minuti dopo la pubblicazione dell'intervista, Maeda ritrattò la sua dichiarazione.
Nel marzo 2023, la BBC ha pubblicato un documentario sulle accuse di molestie sessuali perpetrate da Kitagawa: "Predator: The Secret Scandal of J-Pop", presentato da Mobeen Azhar. Oltre agli stupri un ex Johnny's Jr ha dichiarato di essere riuscito a sopportare le aggressioni sessuali in cambio della possibilità di diventare ricco e famoso, ma di essersi "ritirato" quando Kitagawa gli ha chiesto di iniziare ad iniettarsi ormoni femminili. Gli ormoni avrebbero infatti dovuto mantenerlo basso e androgino, caratteristiche fisiche che Kitagawa prediligeva.
Nell'aprile 2023, il musicista ed ex Johnny's Jr. Kauan Okamoto ha dichiarato in una conferenza stampa tenutasi presso il Club dei corrispondenti esteri del Giappone di essere stato abusato da Kitagawa in diverse occasioni tra il 2012 e il 2016 e ha invitato la direzione dell'agenzia a riconoscerne i crimini. Okamoto ha stimato che tra i 100 e i 200 ragazzi furono invitati a casa di Kitagawa durante gli anni della sua permanenza alla "Johnny & Associates", e che quando Kitagawa diceva ad uno dei suoi ospiti di andare a letto presto, tutti sapevano che "era il suo turno".
Malgrado la diffusione del documentario della BBC i principali media giapponesi hanno continuato a ingnorare la notizia, ma questa si è gradualmente diffusa su internet.
Nel luglio 2023, il gruppo delle Nazioni Unite per i diritti umani ha indagato sugli abusi di Kitagawa e un'indagine indipendente istituita dalla stessa "Johnny & Associates" ha poi riportato i risultati dell'indagine chiarendo che "Kitagawa ha commesso ripetutamente abusi sessuali dall'inizio degli anni '70 fino alla metà degli anni '10". Il gruppo di indagine ha raccomandato a Fujishima di dimettersi dal suo incarico di presidente e che la società stessa dovesse accettare le denunce e fare ammenda. Il 7 settembre 2023, la "Johnny & Associates" ha riconosciuto formalmente per la prima volta gli abusi di Kitagawa.

### Ultime attività
A partire dal 2006 la boy-band dei KAT-TUN è stata promossa allo status di gruppo maggiore: da quel momento tutti i loro singoli, nessuno escluso, album in DVD ed album fatti in studio hanno scalato a velocemente le vette della classifica fino a posizionarsi stabilmente al 1º posto della prestigiosa classifica musicale Oricon.
Nel 2007 gli Hey! Say!7, poi uniti in Hey! Say! JUMP, ha debuttato come bruppo temporaneo della scuderia Kitagawa: soo diventati così la band maschile con un'età media più giovane (neanche 15 anni) della storia musicale giapponese. Dalla fine del 2007 Kitagawa ha continuato ad esser regolarmente coinvolto nel regolare funzionamento della Johnny & Associates.
Nel 2009 patrocinò il debutto di due nuove boy band, i NYC e Yuma Nakayama w / BIShadow; nel 2010 Jin Akanishi debuttò come solista, seguito nel 2011 da Tomohisa Yamashita. Infine sempre nel 2011 due nuovi gruppi maschili entrarono in scena sotto la sua supervisione, i Kis-My-Ft2 e i Sexy Zone.
Johnny Kitagawa morì a Tokyo all'età di 87 anni, a causa di un aneurisma cerebrale.

## La formulaJohnny's
Kitagawa impiegò una formula standard per lo sviluppo e la commercializzazione delle doti e qualità artistiche dei ragazzi da lui scoperti. Inizialmente si tengono provini aperti al pubblico ove si cimentano per la prima volta gli aspiranti potenziali artisti: l'agenzia poi recluta tra quelli che son risultati migliori ed inizia a dargli lezioni di recitazione e canto; questi bambini di un'età compresa tra gli 8 e i 10 anni sono i tirocinanti, o Johnny's Jr..
I candidati prescelti convivono assieme partecipando alle lezioni di teatro, musica e danza, proprio come fossero in una piccola scuola privata d'élite; qui vengono seguiti da insegnanti per affinare al meglio le loro doti naturali, tra cui sono compresi elementi fondamentali come il canto e la recitazione. Si tiene poi anche un festival annuale estivo conosciuto come Johnny's Summary.
A questo punto i membri più promettenti cominciano ad apparire a fianco dei gruppi già affermati della società; generalmente i ragazzini iniziano la loro carriera come ballerini di supporto alla band: questo per consentir loro di farsi via via sempre meglio conoscere al grande pubblico, e prima d'esser definitivamente lanciati come gruppo a sé stante. Possono così apparire nei primi spettacoli televisivi di varietà settimanali delle maggiori emittenti nazionali: cantano, ballano ed eseguono scenette comiche, sviluppando in tal modo ulteriormente le loro competenze. Scopo ultimo è quello di sviluppare un gruppo affiatato ed il più completo possibile, che non sia solo esclusivamente ancorato alla canzone. "Io non sono molto interessato ai dischi" ha detto in un'intervista concessa nel 1996 "una volta che si giunge alla vetta delle classifiche, si deve pensare a vendere e spingere solo quel disco, non potendo pensare ad altro. Questo non è certo un bene per un artista che si voglia definire completo".
Una volta lanciato, il gruppo attua una capillare politica pubblicitaria, garantendosi sempre notizie favorevoli da parte di stampa e circuito mediatico. I programmi o lo testate che invece non si dimostrano favorevoli non ricevono interviste o apparizioni da parte delle star gestite da Kitagawa.
Kitagawa mantenne sempre un forte controllo su tutti i gruppi da lui gestiti e relative diffusioni di loro immagini (foto, video online etc). Tutti i Johnny's son tenuti a mantenere una perfetta e correttissima immagine pubblica favorevole alla commercializzazione dei loro prodotti artistici: in conseguenza di ciò i membri delle band prodotte da Kitagawa sono tenuti ad evitare ogni menzione riguardante la loro vita privata e/o sentimentale. Lo stesso Kitagawa evitava per quanto più possibile i riflettori; raramente si lasciava fotografare e mai appare in pubblico assieme ai suoi gruppi.

## Controversie

### Abusi sessuali
Dopo la morte di Johnny Kitagawa nel 2019, sono emerse numerose accuse di abusi sessuali che avrebbe commesso nei confronti di giovani aspiranti artisti maschili. Sebbene queste accuse fossero circolate per decenni, avevano ricevuto poca attenzione pubblica a causa dell'enorme influenza e del potere che Kitagawa deteneva nell'industria dell'intrattenimento giapponese. Kitagawa era una figura venerata e temuta, il cui controllo sull'industria musicale e sull'opinione pubblica giapponese era tale da soffocare qualsiasi tentativo di denunciare gli abusi.
Le accuse sono state finalmente riconosciute ufficialmente nel settembre 2023, quando Julie Fujishima, nipote di Kitagawa e presidente dell'agenzia Johnny & Associates, ha ammesso pubblicamente durante una conferenza stampa a Tokyo che Kitagawa aveva abusato sessualmente di numerosi giovani talenti. Questa ammissione segna un momento storico, poiché è stata la prima volta che l'agenzia, una delle più potenti e rispettate nel panorama musicale giapponese, ha riconosciuto apertamente la colpevolezza del suo fondatore. Durante la conferenza, Fujishima ha espresso profondo rammarico e si è scusata con le vittime, annunciando le sue dimissioni come atto di responsabilità, sottolineando l'importanza di rinnovare l'agenzia e di affrontare in modo trasparente il tragico passato.
Lo scandalo è stato portato alla luce a livello internazionale da un documentario della BBC pubblicato nel marzo 2023, non il name "predator" che ha raccolto le testimonianze di alcune presunte vittime di Kitagawa. Il documentario ha gettato nuova luce su un segreto di Pulcinella nell'industria dell'intrattenimento giapponese, rivelando il modus operandi di Kitagawa e l'omertà che per anni ha protetto i suoi crimini. Le testimonianze nel documentario hanno dato voce a coloro che, per decenni, erano rimasti in silenzio per paura di ritorsioni o per la sensazione di impotenza contro un sistema così radicato.
Tuttavia, le voci sugli abusi di Kitagawa circolavano già da molto tempo, sia dentro che fuori dall'agenzia. I primi resoconti mediatici sugli abusi di Kitagawa, perpetrati ai danni di ragazzi e giovani uomini conosciuti come "Johnny's Juniors," furono riportati dal tabloid locale Shukan Bunshun nel 1999. All'epoca, queste rivelazioni furono in gran parte ignorate o minimizzate, e Kitagawa riuscì a mantenere la sua posizione di potere senza subire conseguenze significative.
Secondo le segnalazioni emerse più recentemente, le presunte vittime degli abusi di Kitagawa sarebbero 478, tutte di sesso maschile, con età compresa tra i 10 e i 14 anni. Questo dato sconvolgente ha sollevato interrogativi sull'estensione della rete di protezione e complicità che ha permesso a Kitagawa di continuare i suoi abusi per così tanto tempo. La dimensione del caso ha innescato un dibattito nazionale e internazionale sulla necessità di riforme sistemiche nell'industria dell'intrattenimento giapponese, non solo per prevenire futuri abusi, ma anche per garantire giustizia alle vittime.